# Vòng xoáy tội ác
Vòng xoáy tội ác (tiếng Hàn: 악의 연대기; Romaja: Akui Yeondaegi) là một bộ phim Hàn Quốc 2015 được viết và chỉ đạo bởi Baek Woon-hak với sự tham gia của Son Hyun-joo, Ma Dong-seok, Choi Daniel và Park Seo-joon.

## Phân vai
- Son Hyun-joo vai Choi Chang-sik
- Ma Dong-seok vai Detective Oh
- Choi Daniel vai Kim Jin-gyu
- Park Seo-joon vai Cha Dong-jae
- Jung Won-joong vai Cảnh sát trưởng

## Công chiếu
The Chronicles of Evil được công chiếu ở các rạp Hàn Quốc vào ngày 14 tháng 5 năm 2015. Phim đứng vị trí số một trên bảng xếp hạng phòng vé trong bốn ngày công chiếu với 857,000 lượt người xem ước đạt 6.91 tỉ ₩ (6,37 triệu đô la Mỹ).